# Паново-Осаново
Паново-Осаново (рос. Паново-Осаново) — село в Гагинському районі Нижньогородської області Російської Федерації.
Населення становить 164 особи. Входить до складу муніципального утворення Гагинська сільрада.

## Історія
Від 2009 року входить до складу муніципального утворення Гагинська сільрада.

## Населення
| 2002 | 2010 |
| ---- | ---- |
| 235  | ↘164 |